# Nova Rača
Nova Rača es un municipio de Croacia en el condado de Bjelovar-Bilogora.

## Geografía
Se encuentra a una altitud de 128 m s. n. m. a 100 km de la capital nacional, Zagreb.

## Demografía
En el censo 2011 el total de población del municipio fue de 3433 habitantes, distribuidos en las siguientes localidades:
- Bedenik - 461
- Bulinac - 358
- Dautan -  295
- Drljanovac - 242
- Kozarevac Račanski - 109
- Međurača - 330
- Nevinac -  203
- Nova Rača -  469
- Orlovac - 199
- Sasovac - 228
- Slovinska Kovačica -  137
- Stara Rača - 308
- Tociljevac - 94

| Gráfica de población de Nova Rača 1857-2011                         |
|                                                                     |
| Según los censos de población de la oficina estadística de Croacia. |